# Eldorado (Roman)
Eldorado ist ein Roman von Laurent Gaudé aus dem Jahr 2006. 

## Handlung
Salvatore Piracci ist ein Marineoffizier, der in Sizilien Flüchtlinge auf dem Meer rettet. Eines Tages trifft er eine Frau, die er einige Jahre zuvor retten konnte. Diese erzählt ihm, dass ihr Kind bei der Überfahrt starb. Sie bittet ihn um eine Waffe, um den Verantwortlichen des Transports zu töten. Piracci gibt ihr diese.
Auf der Arbeit begegnet ihm ein weiterer Flüchtling, den er allerdings nicht vor den Behörden retten kann. Piracci entscheidet sich daraufhin Italien auf einem Boot zu verlassen.
Zur gleichen Zeit machen sich zwei Brüder namens Jamal und Soleiman aus dem Sudan auf den Weg nach Europa. Jamal offenbart Soleiman, dass er aufgrund einer Krankheit nicht mit ihm kommen wird. Soleiman entschließt sich dazu nach Europa zu reisen.
Auf dem Weg trifft er einen anderen Reisenden namens Boubakar. Zusammen machen sie sich auf den Weg nach Marokko.
Piracci verliert währenddessen in Afrika die Lust am Leben und muss nach Ghardaïa fliehen. Dort trifft er auf Soleiman. Dieser hält ihn für einen Boten und sieht ihn als gutes Omen für seine Reise. Piracci wird wenig später von einem Lastwagen überfahren und stirbt.
In Ceuta  überqueren Soleiman und Boubakar zusammen mit anderen Flüchtlingen die Grenze und kommen in Europa an.

## Rezeption
Der Roman wurde von François Vey als "sicherer Wert" eingestuft.

## Auszeichnungen
• Prix littéraire des Lycéens de l’Euregio 2010

## Ausgaben
• Laurent Gaudé: Eldorado, Actes Sud, Arles 2006, ISBN 978-2742762613
• Laurent Gaudé: Eldorado, Actes Sud, Coll.Babel, Arles 2007, ISBN 978-2742769322
• Laurent Gaudé: Eldorado, J'ai lu, Paris 2009, ISBN 9782290006542
• Laurent Gaudé: Eldorado, Dtv, München 2008, ISBN 978-3-423-24628-6